# 吉岡聖惠
吉岡聖惠（1984年2月29日—），日本女歌手，音樂團體生物股長主唱。出生於靜岡縣靜岡市，後隨家人搬家至神奈川縣厚木市。高中就讀神奈川縣立海老名高等學校，大學則在昭和音樂大學短期大學部畢業。

## 人物

### 來歷
1984年2月29日生，是四年一次壽星。五歲時舉家搬到神奈川縣厚木市。因為哥哥和後來的生物股長成員水野良樹、山下穗尊同班，因而結下不解之緣。
1999年，一次本是打給吉岡哥哥的電話，偶然被吉岡接起，自告奮勇地參加了甫成立不久的生物股長，當時水野良樹與山下穗尊兩人在小田急小田原線相模大野站前固定表演。11月3日，三人首次同台，在之前吉岡還未認識山下。
2020年8月1日，於生物股長官方網站宣佈和一般男士結婚。

### 音樂活動
- 她的歌聲被水野及山下形容是「適合任何的歌路類型，使我們可以無拘無束地寫歌。」[4]

### 其他
- 第一張買的CD是「CROSS ROAD」（Mr.Children）[5]。
- 有一個哥哥和小他六歲的弟弟，哥哥如前述是水野和山下的高中同窗，還曾負責龐克樂團「HotSpring」聲樂部份。而水野則是帶領另一樂團「Groovy★Jack」[6]。
- 父母皆務農，收割農忙時會幫忙工作[7]。
- 小時候就喜歡唱童謠，小學、中學都參加學校的合唱社團。幼少時代から歌うことが好きで童謡などをよく歌っていたという。小学生時代は合唱団に所属しており、中学でも合唱部に所属して歌い続けていた[5]。
- 高校時期加入放送部、輕音部、接力部，後來這些在社團中學到的經驗派上用場，擔任了TBS節目BUNGO -日本文學kinema-旁白工作。也跟輕音部的朋友模仿樂團JUDY AND MARY，受到歡迎[8]。
- TBS音樂節目「COUNT DOWN TV」調查投票「最想與哪位女藝人交往」，2008年8月發表時為第8位、2009年2月第12位、2010年2月第11位。另外，調查「最想與哪位女藝人結婚」，排在第3位[9]。

### 模仿
她也擅長模仿他人，水野 （页面存档备份，存于）曾透露吉岡的模仿能力，例如卡通蠟筆小新的主角野原新之助，在節目上露過一手。以下是曾被模仿的事物：
- 野原新之助
- hiroko（大和美姬丸）
- 龍貓中的角色:
  - 草壁皋月
  - 大垣勘太
  - 勘太奶奶
- 蟬鳴聲
- 北野武
- 不識字的人

「亞麻色頭髮的乙女」（島谷瞳）雖然不是在球場唱歌。
- 媽媽的卡拉OK

「墜入情網 -Fall in love-」（小林明子）歌將到結尾時。
- 海龜、陸龜

## 演出
電視
- BUNGO -日本文學劇場-（TBS電視台、2010年2月） - 旁白
- いきものがかり吉岡聖恵 ポートレイト（NHK BS Premium、2016年12月2日）生い立ちからデビューして10周年を迎えるまでを振り返り紹介する。

電台
- 生物股長吉岡聖惠的All Night Nippon（日本放送、2009年1月9日 - 2010年12月22日）

電影
- 神奇寶貝劇場版：神速的蓋諾賽克特 超夢覺醒（2013年7月13日公開） 聲演 伊貝

## 唱片
生物股長名義的作品請看生物股長#作品。
單曲
- 絲（2018年4月29日）

配信限定，翻唱自中島美雪的歌曲
專輯
- うたいろ（2018年10月24日）

翻唱專輯
- 凸凹（2022年6月15日）

杜鵑婚約主題曲
参加作品
- 『EIICHI OHTAKI Song Book Ⅲ 大瀧詠一作品集Vol.3 「夢で逢えたら」（1976～2018）』

翻唱歌曲為夢で逢えたら。2018年2月28日配信開始。同年3月21日よりCDおよびLPレコードで発売

## 外部連結
- 官方网站
- 吉岡聖惠的Instagram帳戶